# Vasile Mogoș
Vasile Mogoș (ur. 31 października 1992 w Vaslui) – rumuński piłkarz grający na pozycji obrońcy w rumuńskim klubie CS Universitatea Craiova oraz reprezentacji Rumunii. Uczestnik Mistrzostw Europy 2024.